# Rocca d'Orcia
Rocca d'Orcia (già Rocca a Tentennano o Rocca di Tintinnano) è una frazione del comune italiano di Castiglione d'Orcia, nella provincia di Siena, in Toscana.

## Storia
Tentennano (Titinianum) è menzionato per la prima volta in alcuni atti notarili dell'XI secolo: all'epoca esisteva già quindi una rocca con il suo piccolo borgo. La rocca nella sua forma attuale dovrebbe essere stata costruita intorno al 1100 – 1200 dalla famiglia Aldobrandeschi che dominava la Toscana meridionale (un Aldobrandeschi era anche il Papa Gregorio VII).

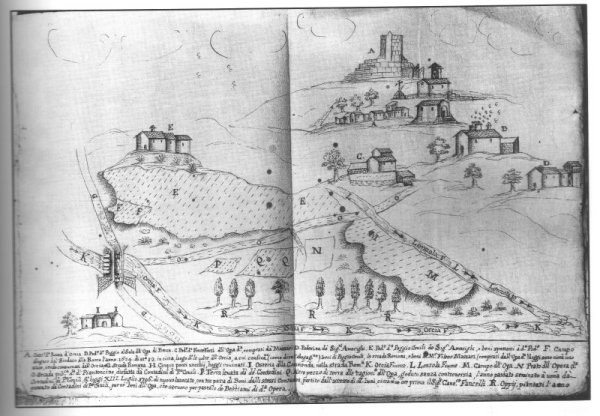
Rocca a Tentennano e la Via Francigena in una stampa del '500

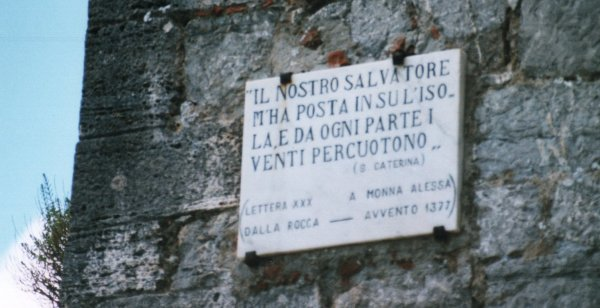
Lapide che ricorda Santa Caterina

Per circa due secoli la rocca di Tentennano fu la piccola capitale della Val d'Orcia, ma soprattutto il centro di controllo strategico sulla via Francigena, la strada medievale che univa Roma con il nord Italia e la Francia.
La nascente Repubblica di Siena fece di tutto per assicurarsi il possesso della rocca e dopo alterne vicende e scontri con la varie famiglie nobili che la possedevano (tra cui i Salimbeni ed i Tricerchi) alla fine del Trecento insediò stabilmente alla rocca i suoi funzionari.
Nel 1377 la rocca ospitò santa Caterina da Siena, la quale vi soggiornò per qualche mese; malgrado l'ambiente non fosse certo pacifico (la Santa qualifica gli abitanti come "mascalzoni" e ricorda il vento che percuoteva la rocca), proprio a Tentennano, giunta analfabeta, ricevette il "dono" della scrittura.
Il Trecento e il Quattrocento furono comunque per la rocca e la sua terra secoli di sviluppo e di relativo benessere, con il sorgere della organizzazione agraria dei poderi nelle campagne e di attività artigianali e di servizio nel borgo.
Dalla seconda metà del XVI secolo cominciò la decadenza: francesi e spagnoli prima combatterono per il controllo degli staterelli italiani (e la rocca venne anche assediata dai francesi), poi si accordarono e stabilirono dei “protettorati”: tra questi il Granducato di Toscana che inglobò la Repubblica di Siena.
La torre della rocca venne abbandonata e il borgo si ridusse ad un semplice villaggio; il vicino borgo di Castiglione d'Orcia assunse maggiore importanza, tanto che alla metà del XVIII secolo il comune di Tentennano fu soppresso e ricompreso in quello di Castiglione.
Con le riforme del Settecento i granduchi di Lorena migliorarono l'organizzazione del territorio (venne introdotta la mezzadria) e la Rocca si ripopolò con un numero stabile di abitanti (circa 500), per la maggior parte artigiani (fabbri, falegnami, conciatori).
A partire dagli anni cinquanta e sessanta del Novecento, la riforma agraria e l'emigrazione dalle campagne alla città, il borgo andò incontro ad un progressivo spopolamento: gli abitanti calarono da 500 a meno di 100, la parrocchia venne soppressa, negli anni sessanta chiuse la scuola, a fine anni settanta l'ultima bottega. Il turismo è da allora principale risorsa economica della frazione.

## Monumenti e luoghi d'interesse
L'abitato è disposto a ventaglio intorno allo sperone calcareo su cui sorge la Rocca di Tentennano. All'interno della cinta di mura ci sono tre minuscoli “terzieri”: la Rocca (intorno alla piazza), la Rocchetta (verso ovest) e la Rocchettina (verso est). Alcuni tratti delle mura sono ancora in piedi. 	
La semplice chiesa della Madonna delle Grazie di Manno risale al ‘500. In origine era orientata al contrario (con il portale sulla strada) ma, con la costruzione della rampa carrozzabile di accesso al borgo, fu necessario spostarne l'ingresso dall'altra parte. All'esterno, in alto, l'intonaco ha ancora qualche traccia di decorazioni a monocromo. L'interno è un'aula spoglia; il quadro dell'altar maggiore è stato portato a Castiglione d'Orcia al sicuro ma c'è comunque un bel coro di legno.

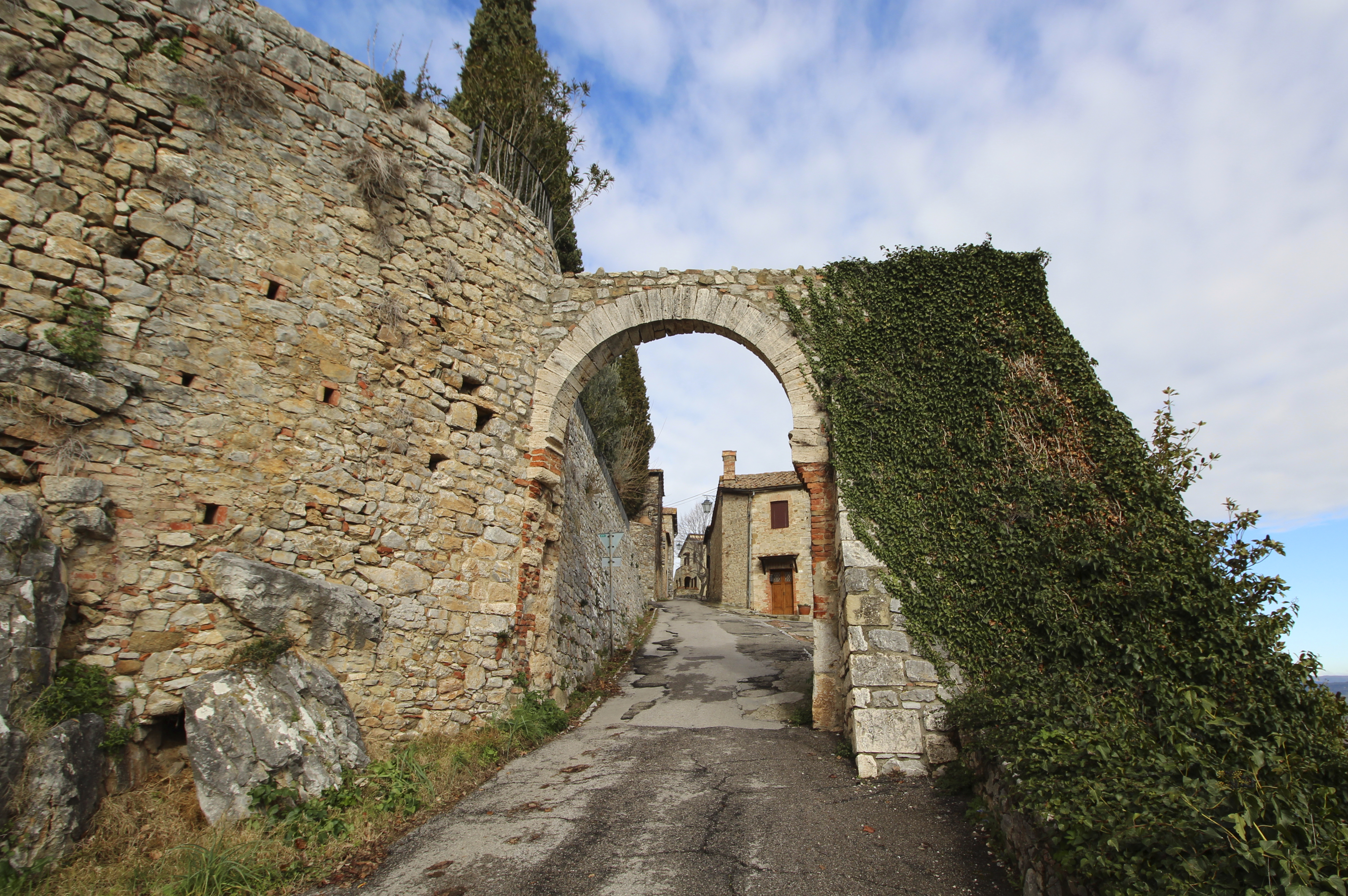
Rocca d'Orcia, Porta Senese

Dalla chiesa si sale alla porta ad arco che si apre nelle mura e immette nella Rocchettina. Si prosegue tra case restaurate fino a che a destra si apre un primo panorama sulla Val d'Orcia, da Bagno Vignoni verso Pienza. Oltre il muretto,  il grosso fabbricato che sovrasta il giardino era un tempo l'ospedale della Rocca, che accoglieva pellegrini e viandanti in cammino lungo la Via Francigena.
Più avanti, entrati nel terziere della Rocca, si apre a destra una piazzetta: la casa a destra prima di questa piazzetta ha ospitato fino agli anni '70 l'ultima bottega del borgo, dove si vendeva pane, pasta, pizzicherie, vino e un po' di tutto. La casa a destra dopo la piazzetta era invece il vecchio frantoio di olive. 	

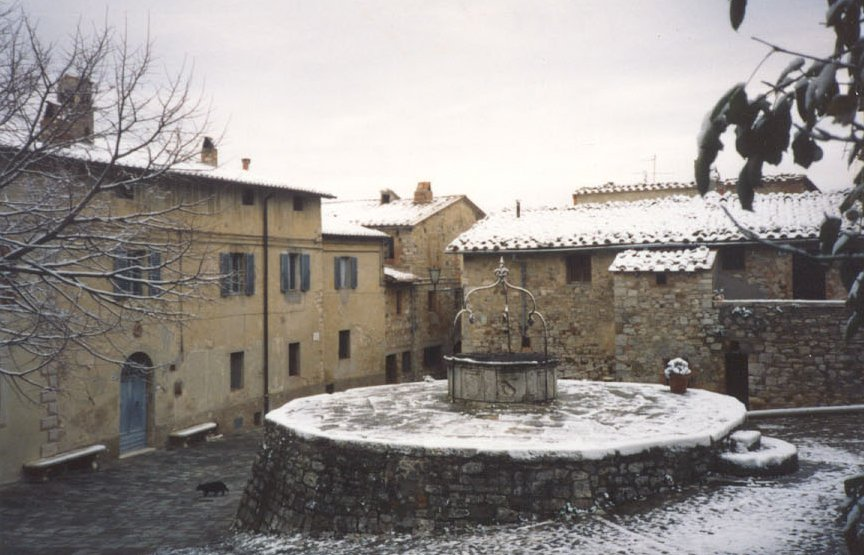
Piazza della Cisterna con la neve, 1993

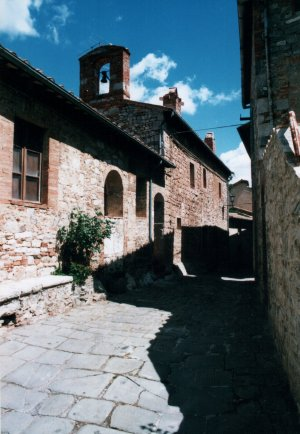
ex Palazzo Comunale

Si giunge nella piazza della Cisterna, il gioiello della Rocca, ricca di particolari interessanti: il muro compatto della cisterna, con il piano su cui si apre la vera del pozzo, con gli stemmi scolpiti nelle riquadrature e i vecchi ferri di sostegno della carrucola; le case attorno, per fortuna non sconciate dai restauri, con i loro volumi mossi; l'altro piccolo pozzo, sotto il grande tiglio, la pavimentazione a grosse pietre rigate d'erba, dove nelle tranquille giornate di sole si distendono gatti oziosi.
I fabbricati sul lato lungo della piazza sono due antiche “fattorie” (nel senso di case del borgo dove risiedevano i “fattori” e naturalmente i padroni di più “poderi” sparsi nella campagna): di fronte si aprono gli ingressi delle cantine di queste fattorie.
Proseguendo lungo la facciata delle fattorie si infila il “borgo maestro” pavimentato a grosse lastre e fiancheggiato da case di impianto medievale, anche queste ben restaurate. Una casa a destra, riconoscibile da un campaniletto a vela, è quello che resta del Palazzo Comunale, sede appunto del Comune della Rocca prima della riforma granducale del ‘700 che lo soppresse aggregandolo a Castiglione d'Orcia.
Più avanti, una casa a sinistra reca sulla facciata una lapide che ricorda Santa Caterina da Siena, che si tramanda abitò questa casa nel suo soggiorno alla Rocca nel 1377-1380. Scendendo ancora, alla curva si apre a destra il panorama verso la parte più aspra della gola formata dall'Orcia, e appare in fondo il castello di Ripa d'Orcia. Più sotto la strada esce dalle mura, dove un tempo si apriva una porta. 	
Ritornando e salendo a destra, da notare una casa dove è incastrato in alto sulla facciata un singolare resto di statua, forse di San Sebastiano in quanto la casa era la canonica di questa chiesa e porta ancora sul tetto un campaniletto a vela.
Proseguendo ancora si può ammirare un vasto panorama della Val d'Orcia: colline morbide punteggiate di poderi, chiuse all'orizzonte da poggi boscosi: all'estrema sinistra il torrione di Vignoni vecchio sovrasta Bagno Vignoni e nasconde San Quirico d'Orcia; poi la fila dei tetti di Pienza, e più lontano Monticchiello e Montalcino, le montagnole sopra Cetona, e infine a destra la torre cupa e solitaria di Radicofani.

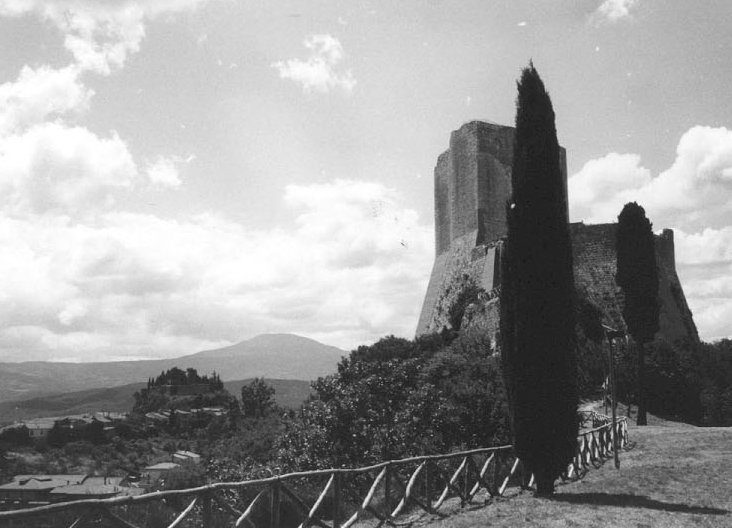
La Rocca a Tentennano

In alto è visibile, addossata alla roccia, l'abside della chiesa di San Simeone.
Continuando a salire si trova sulla destra la chiesa di San Sebastiano, edificio di culto restaurato di recente (attualmente l'unica officiata, ma solo nelle ricorrenze principali) e già sede della confraternita di San Sebastiano. La curiosa facciata seicentesca con timpano curvo e pinnacoli è impostata su una precedente di chiara origine romanica. L'interno è austero, a navata unica. Nella chiesa si svolge la funzione conclusiva della processione in Coena Domini che si tiene la notte del giovedì santo.

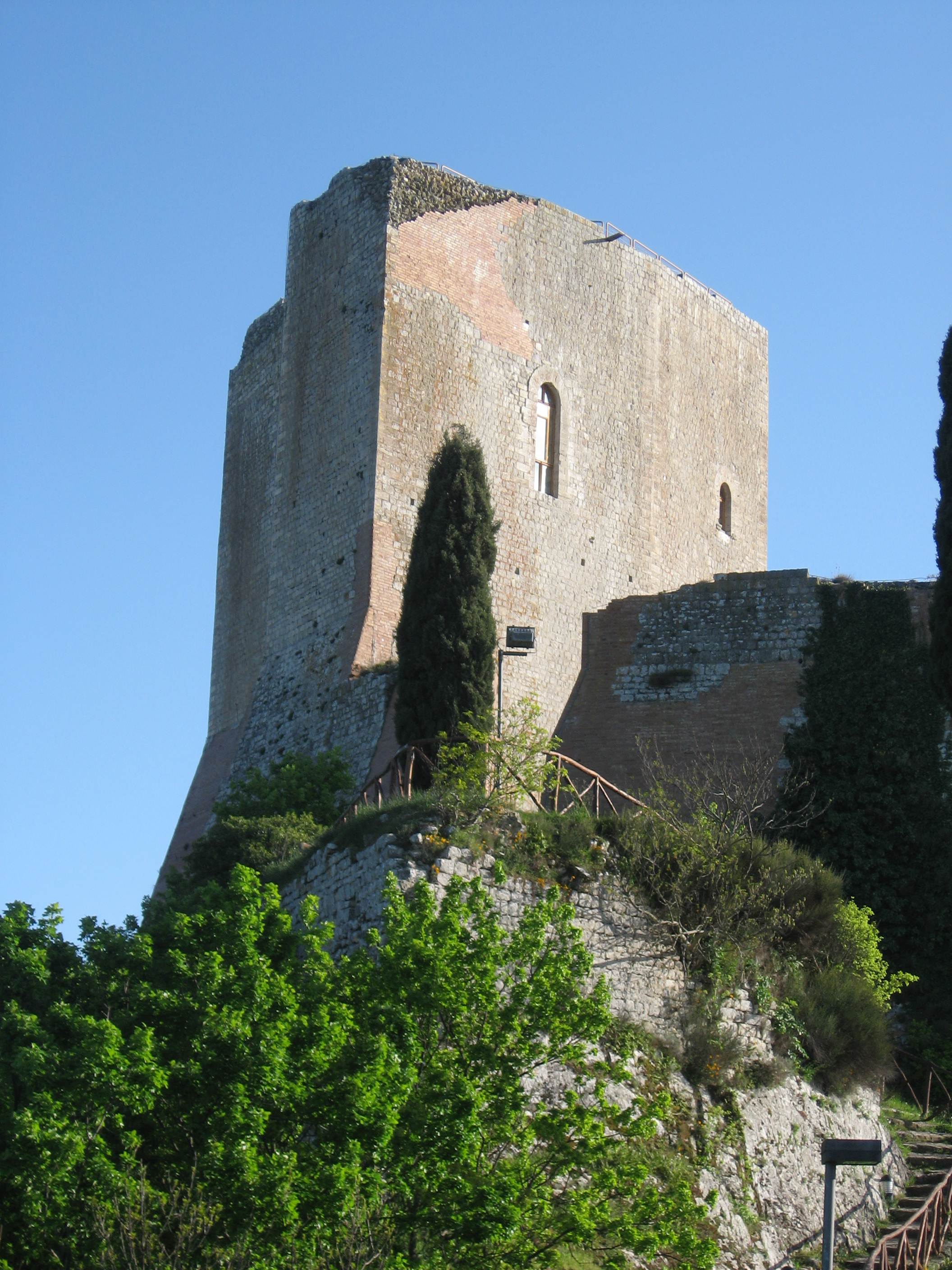
Rocca a Tentennano, torrione

Dal muretto oltre la chiesa si riapre più ampio il panorama verso la gola dell'Orcia, il Castello della Ripa e, più lontano, Montalcino.
A sinistra una breve scalinata porta al sagrato della chiesa di San Simeone, dalla semplice facciata romanica a capanna. All'interno sono visibili alcuni affreschi di scuola senese risalenti al XIV - XV secolo.
Più in alto c'è a sinistra il cancello di ingresso della Rocca di Tentennano.
La Rocca risale al XII secolo e fu proprietà di diverse famiglie nobili (Tignosi, Aldobrandeschi, Salimbeni) e della Repubblica di Siena; fu poi contesa nelle diverse guerre che segnarono medioevo e rinascimento, per poi essere abbandonata dopo il ‘500. Non è stata mai espugnata: era praticamente impossibile, prima della comparsa delle armi da fuoco.
Negli anni '70 è stata donata allo Stato dagli ultimi proprietari, la famiglia Aggravi-Scotto, restaurata ed aperta al pubblico.
Nel primo ripiano sorgevano le abitazioni della servitù e della guarnigione; nel torrione c'è una prima sala inferiore che poggia direttamente sulla roccia; per una scala interna si va alla sala superiore, da cui si va nella piccola cucina triangolare che conserva ancora il pozzo, il forno e la canna del camino. Dalla sala superiore, ampia e con copertura a volta, una ripida scala di ferro si arrampica ad una botola che sbuca sulla terrazza, da dove si ammira un vasto panorama che spazia dal Monte Amiata alla Val d'Orcia.